# Bamse

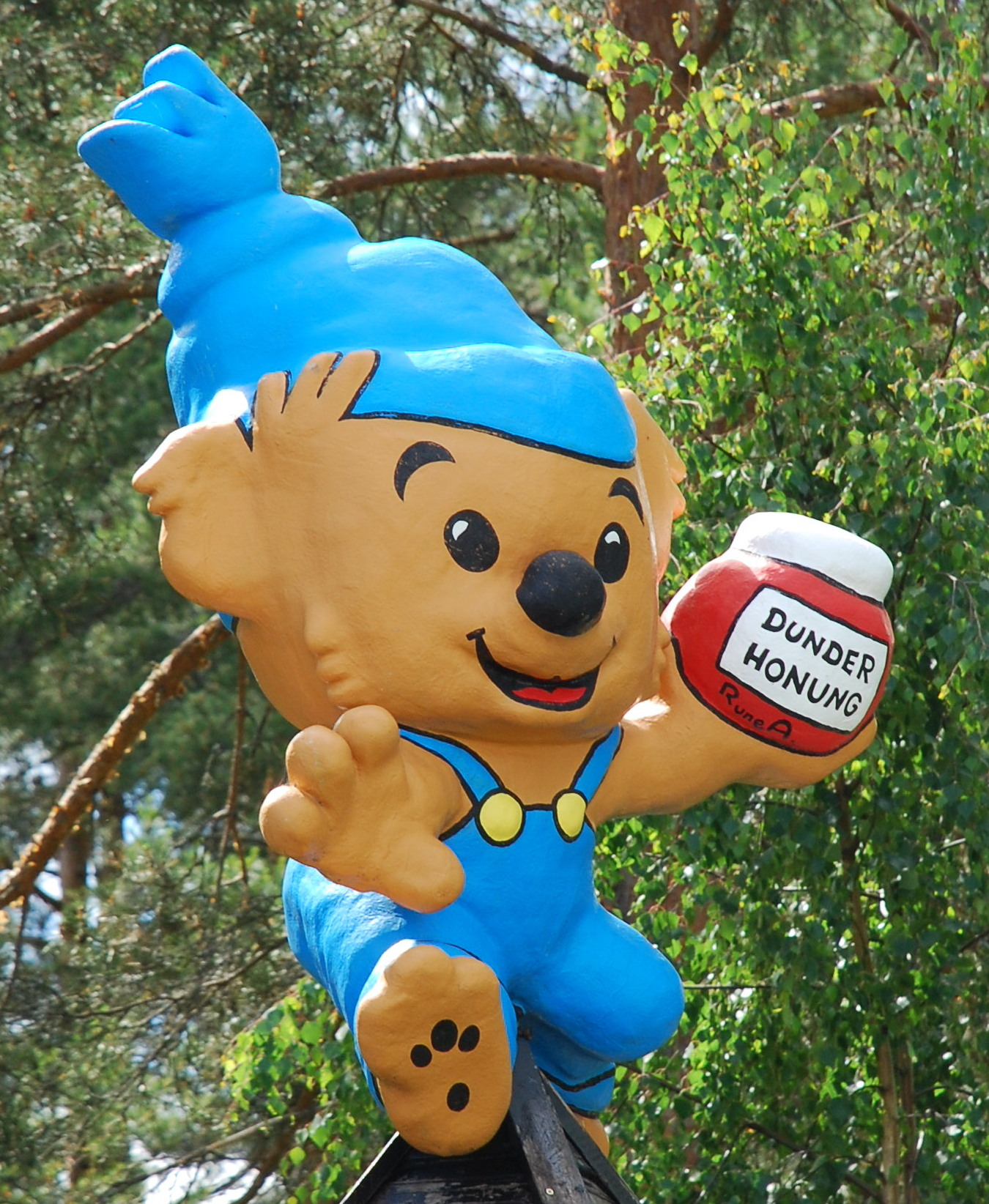
Bamse

Bamse - Världens starkaste björn (« L'ours le plus fort du monde ») est un personnage de fiction suédois créé par Rune Andréasson. Il est apparu pour la première fois à la télévision sous forme de dessin-animé et de bande-dessinée en 1966, avec son propre magazine en 1973. Il est très populaire auprès des petits Suédois.
Le nom de Bamse vient d'un mot scandinave signifiant « ours » ou « nounours », mais également « géant » (alors que celui-ci est plus petit que la plupart des personnages l'entourant). Bamse est un ours brun qui devient extrêmement fort en mangeant du miel appelé dunderhonung (« miel du tonnerre ») préparé tout spécialement pour lui par sa grand-mère. Ses meilleurs amis sont Lille Skutt le lapin et Skalman la tortue.
Le personnage de Bamse et la série d'une manière générale se sont toujours voulu être très éducatifs et très moraux (découverte d'autres cultures, lutte contre le racisme, la violence etc.)